# André Masson
André-Aimé-René Masson (Balagny-sur-Thérain, 4 de janeiro de 1896 — Paris, 28 de outubro de 1987) foi um artista francês. Começou os seus estudos de arte aos onze anos de idade, na Academia Real de Belas-Artes de Bruxelas, sob a tutela de Constant Montald. Durante a Primeira Guerra Mundial, lutou pela França e ficou severamente ferido.
Seus primeiros trabalhos mostram o interesse do artista pelo cubismo. Mais tarde, tornou-se adepto do surrealismo e foi um dos maiores entusiastas do desenho automático, fazendo uma série de trabalhos à bico de pena. Masson experimentou diferentes vieses artísticos, como Antonin Artaud, Michel Leiris, Joan Miró, Georges Bataille, Jean Dubuffet e Georges Malkine.